# Bulbophyllum goebelianum
Bulbophyllum goebelianum là một loài phong lan thuộc chi Bulbophyllum.